# Antífates

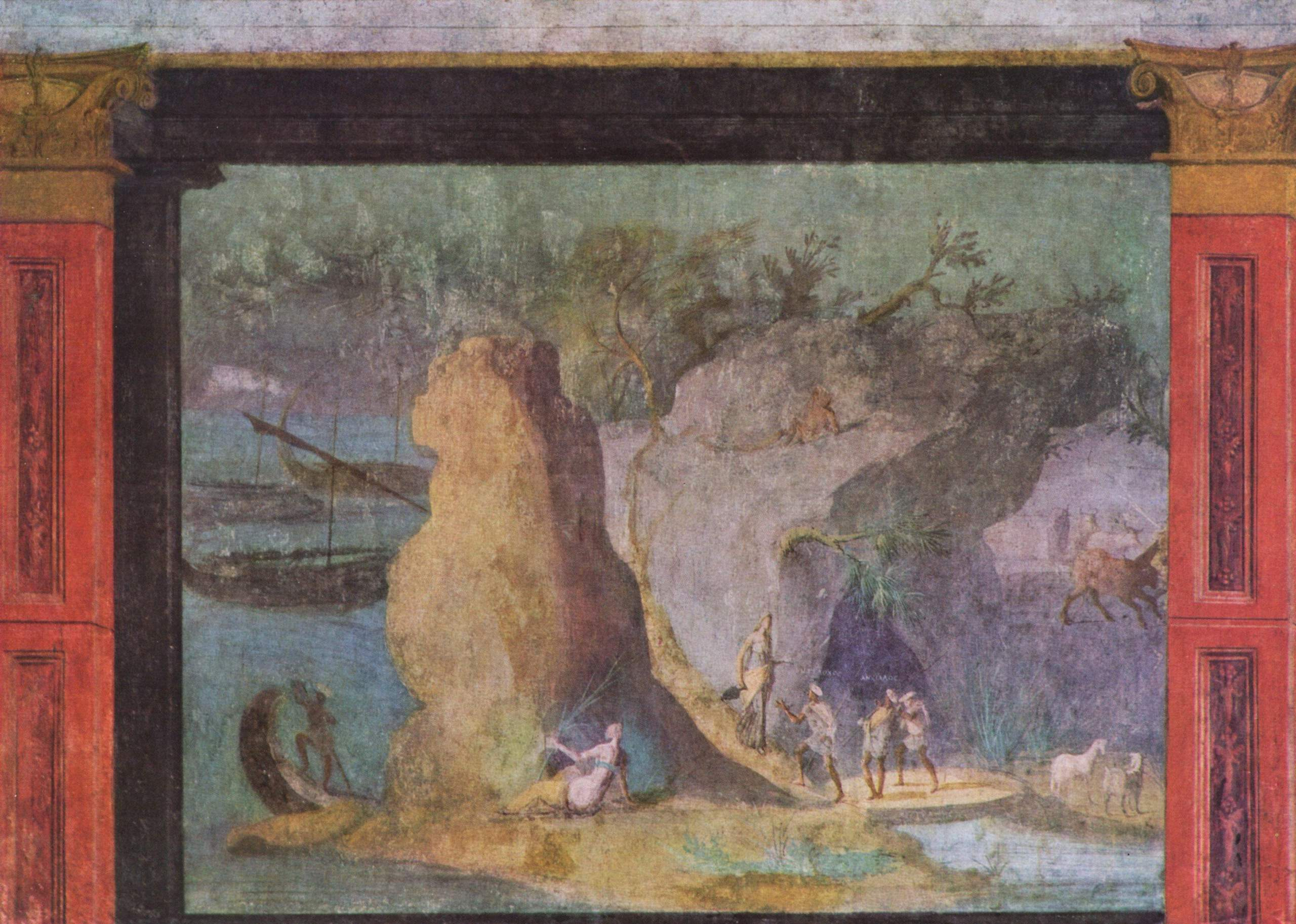
Fresco de la Casa de Via Graziosa (en el Esquilino de Roma), conservado hoy en la Biblioteca Vaticana: Los exploradores mandados por Odiseo se encuentran con la hija de Antífates. Ca. 125 a. C.

En la mitología griega, Antífates o Antífate (en griego, Ἀντιφάτης) era el rey de los lestrigones, una tribu de gigantes antropófagos originales de Sicilia que vivían en la ciudad mítica de Lamos. Los lestrigones descendían de Lestrigón, el epónimo de su pueblo. Antífates aparece prominentemente en la Odisea y tenía una hija pero no se cita por su nombre.
Una fuente tardía dice que Polifemo, Antífates y un tal Cíclope eran hijos de Sicano (cf. sicanos), hijo a su vez de Briareo. Por el contexto se presupone que ese Cíclope era epónimo de los cíclopes, así cíclopes y lestrigones tenían una ascendencia común.
 

Cuando, en el séptimo día tras abandonar la isla de Eolo, Odiseo desembarcó en la costa de los lestrigones y envió a tres de sus hombres para explorar el país, uno de ellos fue inmediatamente apresado y devorado por Antífates. Los lestrigones atacaron entonces los barcos de Odiseo, quien sólo pudo escapar con un velero:
«Cerca ya se encontraron con una doncella, hija prócer del lestrigón Antífate; estaba en la fuente que dicen la Artacía, venida por agua a su clara corriente donde todo aquel pueblo la suele tomar. Mis amigos detuviéronse allá y acercándose a ella inquirieron del señor de la tierra, quién era y en quiénes reinaba. Indicóles al punto la excelsa mansión de su padre y se entraron al rico palacio. Mostróse la dueña, que en su talla era monte rocoso, tomóles el miedo, pero ella llamó desde el ágora a Antífate el grande, su marido, que trajo a mis hombres funesta ruina: reventando a uno de ellos comió de almuerzo y los otros escaparon de un salto y huyeron corriendo a las naves. Y hete al rey que gritaba la alarma y, creyéndola todos, acudieron de acá y acullá los lestrígones fieros en en tropel, con su talla gigante, mayor que la humana. Apostados arriba en la escarpia lanzaban enormes pedrejones: subía de las naves fragor horroroso al morir de mis gentes y al rudo estallar de las quillas. Ensartados a modo de peces lleváronlos luego a su triste festín. Mientras ellos hacían la matanza en el fondo del puerto, saqué de mi flanco el cuchillo puntiagudo y corté las amarras del barco azulenco. Al instante, avivando a mi gente, mandé que se echaran con vigor a los remos por ver de escapar al desastre y ellos todos batieron las aguas con miedo a la muerte. ¡Qué descanso al salir el bajel dle aquel techo de piedras hiacia el mar! Aplastados en masa quedaban los otros».

## Véase también

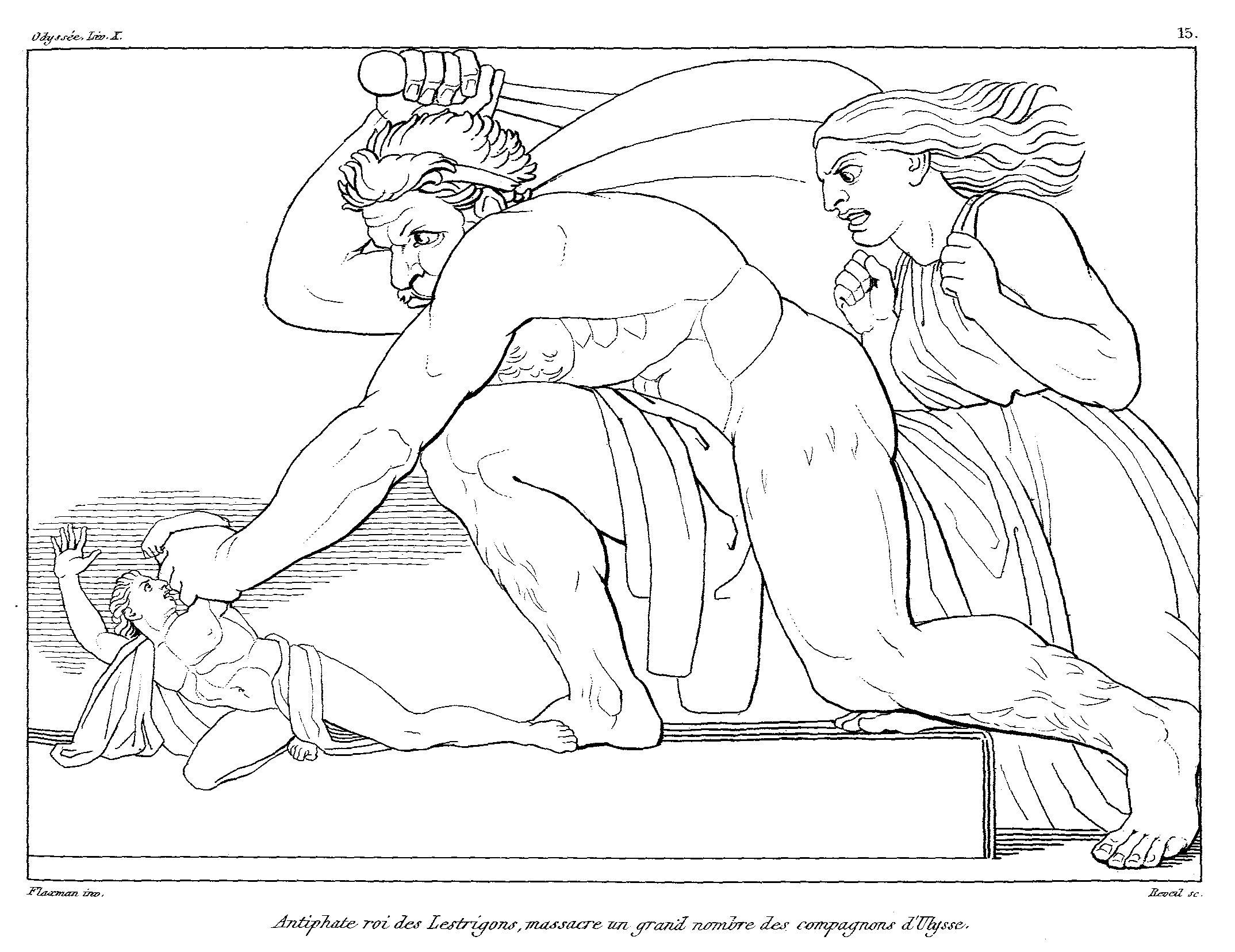
Antífates a punto de matar a uno de los compañeros de Odiseo. Dibujo de John Flaxman.